# Epeolus interruptus
Epeolus interruptus là một loài Hymenoptera trong họ Apidae. Loài này được Robertson mô tả khoa học năm 1900.